# 시그프리드 그라시아
시그프리드 그라시아 로요(스페인어: Sígfrid Gràcia Royo; 1932년 3월 27일, 카탈루냐 주 가바 ~ 2005년 5월 23일, 카탈루냐 주 가바)는 스페인의 전 축구 선수로, 현역 시절 수비수로 활약했다.

## 클럽 경력
카탈루냐 주 바르셀로나 도 가바 출신인 그라시아는 현역 17년 전부를 바르셀로나에서 보냈고, 초기에 에스파냐 인두스트리알로 임대되었으며, 같은 구단으로 두 차례 더 임대되었었다. 그는 1952년 9월 14일, 4-3으로 이긴 데포르티보와의 안방 경기에서 라 리가 신고식을 치렀다.
1955년부터 1962년까지 그라시아는 최소 25번의 리그 경기에 출전해 파랑-클라르 군단 소속으로 11번의 주요 대회 우승 중 6번의 우승을 거두었다. 가식 없고 꾸준한 선수로 평가받은 그는 바르셀로나 소속으로 총 526번의 공식 경기에 출전해 21골을 득점했고, 1966년에 34세로 축구화를 벗었다.

## 국가대표팀 경력
그라시아는 3년도 안되는 시간 동안 10번의 스페인 국가대표팀 경기에 출전했다. 그의 첫 국가대표팀 경기는 1959년 6월 28일, 4-2로 이긴 폴란드와의 1960년 유럽 네이션스컵 예선전 경기로, 1962년 월드컵에 자국을 대표로 참가해 멕시코전과 브라질전에 출전했지만 조별 리그 탈락을 막을 수 없었다.

## 수상
- 라 리가: 1952–53, 1958–59, 1959–60
- 코파 델 헤네랄리시모: 1952–53, 1957, 1958–59, 1962–63
- 코파 에바 두아르테: 1952
- 인터시티스 페어스컵: 1955–58, 1958–60, 1965–66